# Cremnomys elvira
Cremnomys elvira és una espècie de mamífer rosegador de la família dels múrids. És endèmic de l'Índia, on viu a altituds d'entre 150 i 250 msnm. Es tracta d'un animal nocturn. El seu hàbitat natural són els boscos de matollar caducifolis. Està amenaçat per la destrucció del seu medi a conseqüència de l'expansió urbana i la tala d'arbres. Es desconeix la identitat de la persona en honor de la qual fou anomenat aquest tàxon.